# 보이시 주립 대학교
보이시 주립 대학교(Boise State University, BSU)는 미국 아이다호주 보이시에 위치한 공립 연구형 대학이다. 1932년에 미국 성공회에 의해 설립되었으며 1934년 독립적인 주니어 칼리지가 되었고 1965년부터 학사 및 석사 학위를 수여하고 있다. 1969년에 공립 기관이 되었다.
보이시 주립 대학교는 비즈니스 및 경제학 부문의 경영학 석사(MBA) 프로그램, 공학, 예술 및 과학, 교육 부문의 석사, 철학박사 프로그램을 포함 100개가 넘는 석박사 프로그램을 제공하고 있다.